# سیارک ۲۳۸۵
سیارک ۲۳۸۵ (به انگلیسی: 2385 Mustel، نامگذاری:1969VW) دو هزار و سیصد و هشتاد و پنجمین سیارک کشف شده‌است که در ۱۱ نوامبر ۱۹۶۹ کشف شد.
قدر مطلق سیارک برابر ۱۳٫۲۰ است.